# Seva Foundation

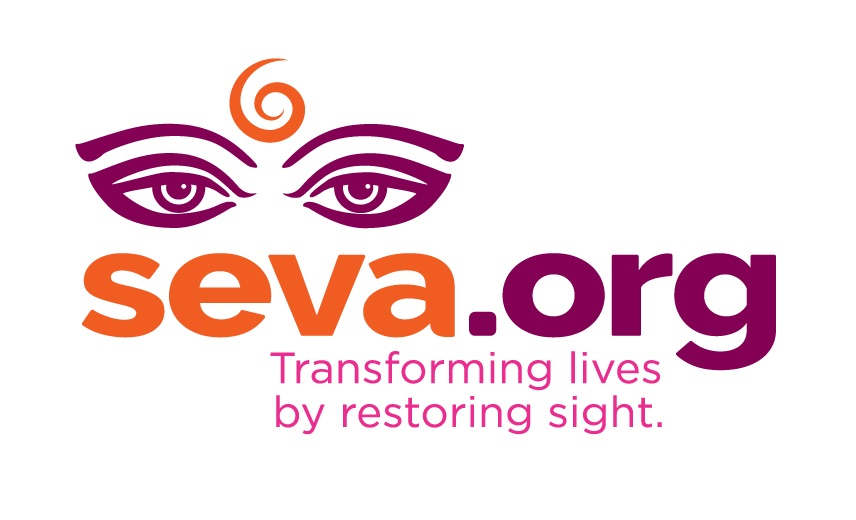
Logo der Seva Foundation (2018)

Die Seva Foundation ist eine internationale gemeinnützige Gesundheitsorganisation mit Sitz in Berkeley, Kalifornien. USA. Ihr Ziel ist die Behandlung von Blindheit und anderen Sehbehinderungen sowie die Unterstützung vorbeugender Maßnahmen gegen diese Erkrankungen. Die Organisation wurde 1978 von Larry Brilliant, Ram Dass, Wavy Gravy, Nicole Grasset und Govindappa Venkataswamy gegründet. Steve Jobs diente als früher Berater und wichtiger Förderer.
Seva arbeitet mit lokalen Einrichtungen in mehr als 20 Ländern auf der ganzen Welt zusammen, um lokal betriebene, kulturell angemessene, selbsttragende Programme zu entwickeln, die den Zugang zur Augenheilkunde verbessern. Dazu arbeitet Seva mit lokalen Krankenhäusern und Kliniken für Augenheilkunde in Zentralasien, Südostasien, Osteuropa, Lateinamerika und in ganz Afrika südlich der Sahara zusammen. Die Stiftung arbeitet über ihre American Indian Sight Initiative auch mit indianischen Gemeinschaften in Nordamerika zusammen.